# 古新舜
古新 舜（こにい しゅん）は、日本の映画監督、脚本家、ストーリーエバンジェリスト、インプロバイザー、小説家。コスモボックス株式会社代表取締役、ギブマイ合同会社代表社員、株式会社アロマジョイン社外取締役CSO、北陸先端科学技術大学院大学博士後期課程、元デジタルハリウッド大学非常勤講師、JAPAN MENSA会員。

## 来歴
岩手県釜石市出身、東京都・落合、埼玉県・和光市育ち。私立巣鴨高等学校卒業、早稲田大学理工学部応用物理学科卒業、早稲田大学大学院国際情報通信研究科修了。デジタルハリウッド大学大学院を修了し、DCM修士を取得。2020年10月より北陸先端科学技術大学院大学博士後期課程に在籍中。
幼稚園の頃からいじめを受け、大学に入った18歳の春に休学。その時にチャットサイト「Terry's Wonder Chat」に出会う。亡くなった管理人のサイトを引き継ぎ復元サイトを作成する。その後、ネット利用者の低年齢化に合わせ、マナーを教えるために立ち上げたHP「ネチケットってな～に!?」が多数のメディアに取り上げられる。
巣鴨高校の同じ学年の仲間に誘われて、23歳から川口市SKIP CITYにて映像製作の下積みを体験。当時仕えていた監督には、窪田崇、林弘樹などがいる。早稲田大学初の映画制作研究室「安藤紘平・篠田正浩研究室」の1期生として修了後、デジタルハリウッド総合ProコースにてVFXを専攻。その後、同学大学院に進学する。
2007年の初監督短編映画『サクラ、アンブレラ』が米国アカデミー賞公認短編映画祭ショートショートフィルムフェスティバルにて入選、TSSショートムービーフェスティバルIV「グランプリ」、山形国際ムービーフェスティバル2008「準グランプリ（部門最高賞）」と「船越英一郎賞（最優秀俳優賞）」をW受賞の他、国内映画祭で賞を受賞する。短編2作目「ほわいと。ポーズ」にてショートショートフィルムフェスティバルジャパン部門に二年連続入選を果たす。
2007年に、映画製作会社コスモボックス株式会社を設立。2008年に、「koganeyuki～古新舜短編三部作～」を渋谷UPLINKにて興行。並びに、東京ミュージック&メディアアーツ尚美で講師を務める。2009年に日本とアメリカ同時通信で映画作品を上映する日米同時開催映画祭「シネリンピック」を開催した。
2013年11月、初の長編映画の脚本・監督作品である「ノー・ヴォイス」を劇場公開 。
東日本大震災以降、福島県相馬市、南相馬市に訪れ、「相馬野馬追」の様子を撮影し、上映・配信する活動を行っている。
経営の活動面として、一般社団法人テレコムサービス協会主催・総務省関東総合通信局共催の「第3回ビジネスモデル発見＆発表会・全国大会」にて「中小企業庁長官賞」を受賞。 学生や社会人向けに“映画×アクティブ・ラーニング”ワークショップ「シネマ・アクティブ・ラーニング」を全国で展開している。
長編映画2作目は、不登校の女子高生が分身ロボット“OriHime”と共に、屋久島・鹿児島を舞台に旅をする「あまのがわ」。主演は、本作が映画初出演＆初主演となる哀川翔の次女の福地桃子である。本作は、第31回東京国際映画祭で「特別招待作品」として選定される。
2017年からは広島城北中学校へ毎年8月に来校し、修学旅行のプログラムに参加・協力をしている。
2019年3月には、デジタルハリウッド大学の卒業生の活躍した代表として選ばれ、「学長賞」を受賞する。
長編映画3作目となる「いまダンスをするのは誰だ?」の製作を発表。CAMPFIREにてクラウドファンディングを実施し、目標の224％となる総額6,848,335円を集めた。本作は、パーキンソン病当事者の歌手である樋口了一氏が俳優に初挑戦をした。パーキンソン病当事者が主演を務めた劇映画は日本初である。厚生労働省の推薦映画に選定され、毎日新聞（全国紙）の１面を飾った。2023年10月7日にK's Cinemaで公開された。2024年9月15にJapan Film Festival Los Angels映画祭にて「Chanoma Award」を受賞し、2024年11月8日にWE国際映画祭 in TOKYOにて、「ダイバシティ特別賞」と「最優秀助演女優賞」を受賞する。
2024年9月1日から即興演劇（インプロ）の魅力を通じて、新しい自分との出逢いや人生・ビジネスにプラスとなる学びを提供するインプロサロン「オレンジパーク」を立ち上げる。
2025年1月31日には、人類の上位2%以内の知能指数（IQ）を持つことを示し、交流を主な目的とする非営利団体「MENSA」の会員になる。2025年3月13日、ワタミ株式会社代表取締役会長兼社長CEOの渡邉美樹氏が主宰する「みんなの夢AWARD15」で、映画『ギブ・ミー・マイライフ！』プロジェクトが590件の応募から「準グランプリ」を受賞する。

## 主な監督作品

### 長編映画
- 初監督長編映画『ノー・ヴォイス』（主演：市瀬秀和、出演：樋口夢祈、大蔵淳子、ナレーション：浅田美代子）（2013年）- 原作・監督・脚本・編集
- 長編映画2作目『あまのがわ』（主演：福地桃子、出演：柳喬之、吉満寛人、マツモトクラブ、住岡梨奈、西田聖志郎、杉本彩、生田智子、水野久美）（2019年）- 原作・監督・脚本
- 長編映画3作目『いまダンスをするのは誰だ?』（主演：樋口了一、出演：小島のぞみ、杉本彩）（2023年）- 原作・監督・脚本

### 短編映画
- 短編初監督『サクラ、アンブレラ』（主演：清水ゆみ、出演：麻生幸佑、堀本能礼）（2007年）- 監督・脚本・編集
- 短編2作目『ほわいと。ポーズ』（主演：馬場省吾、出演：英由佳、高本彩（Dream））（2008年）- 監督・脚本・編集
- 短編3作目『koganeyuki』 （主演：倉科カナ、出演：天野浩成、栗原瞳、主題歌：小田あさ美）（2009年） - 監督・脚本・VFX
- 短編4作目『わかれもの』（主演：高山かな、出演：池田優菜、畑中葉子）（2011年）- 監督、脚本、編集
- 短編5作目『えんがわ』（主演：大澤まどか、出演：神木優、夏木彩、リーマン・F・近藤）（2012年）- 監督、脚本、編集
- 短編6作目『洗濯機は僕らを回す』（主演：ひもの屋カレイ、出演：仁後亜由美）（2014年）- 監督・脚本・編集
- 短編7作目『龍と踊り子』（主演：KOUSOME、出演：JACK[KAO=S]、東優夏）（2015年）- 監督・脚本・編集（FAAVO×旅もじゃ・クラウドファンディング最高金額達成作品）
- 短編8作目『結婚騒選挙』（主演：土井克馬、出演：大竹佳那、むかい誠一）（2016年）- 監督・脚本・編集

### テレビ
- Baby Smap「11月/22日/12:21の￥」（主演：中村美香、中村梨香、フジテレビ、2009年11月22日）：監督

### Web-CF
- 中野プロモーション映像「中野桜」（出演：笹川功二、三坂知絵子、山元隆弘、やまおきあや、芳賀めぐみ、宮脇友輔　2012年）：監督
- 東京国立博物館「トーハク 日帰りアジア旅行。」（主演：上村龍之介、大蔵淳子 2012年12月27日）：監督
- OriHime-D「DAWN」分身ロボットカフェ"DAWN ver.β"PV（出演：國井さえ、須田すみれ、蓮池桂子 2018年8月22日）：監督

## 受賞歴

### 映画

#### 長編映画
『ノー・ヴォイス』（2013年）（主演：市瀬秀和、樋口夢祈、大蔵淳子、ナレーション：浅田美代子）
- 第2回順天国際動物映画祭「正式招待」
- 第1回新人監督映画祭「男優賞」

『あまのがわ』（2019年）（主演：福地桃子）
- 第31回東京国際映画祭『特別招待』
- Japan Film Festival Los Angels『最優秀脚本賞』
- ニューヨーク・ロングビーチ映画祭「外国語長編映画部門」『ノミネート』
- マドリード映画祭「舞台美術賞」「衣装デザイン賞」「ヘアメイク賞」3部門『ノミネート』
- カリフォルニア・インデペンデント映画祭『ノミネート』
- ニューヨークBAYSIDE Film Festival『ノミネート』
- Sound And Vision International Film & Technology Festival『ノミネート』
- ベトナム・日本映画ウィーク2021 in ホーチミン(Japan Cinema Week 2021 in Ho Chi Minh City)『選定作品』

『いまダンスをするのは誰だ？』（2023年）（主演：樋口了一）
- Japan Film Festival Los Angels『Chanoma Award』
- WE国際映画祭 in TOKYO『ダイバシティ特別賞』『最優秀助演女優賞』

#### 短編映画
『サクラ、アンブレラ』（2007年）（主演：清水ゆみ、麻生幸佑、堀本能礼）
- 米国アカデミー賞認定ショートショートフィルムフェスティバル＆アジア2007ジャパン部門　入選
- TSSショート・ムービー・フェスティバルⅣ『グランプリ』
- ぐんまショートフィルムコンクール学生部門『グランプリ』
- 第4回山形国際ムービーフェスティバル2008『準グランプリ〔部門最高賞〕』、『船越英一郎賞〔最優秀俳優賞〕』 W受賞
- プレアデス国際短編映画祭『優秀賞／第３位』
- 西東京市民映画祭『シネマ倶楽部特別賞』

『ほわいと。ポーズ』（2008年）（主演：馬場省吾、英由佳、高本彩（Dream））
- 米国アカデミー賞認定ショートショートフィルムフェスティバル＆アジア2008　ジャパン部門『入選〔二年連続〕』
- KISSSSSH映画祭2014『入選』

『koganeyuki』（2009年）（主演：倉科カナ、天野浩成、栗原瞳）
- JPPAアワードエディティング部門（学生部門）『ゴールド賞』
- 2nd ASIAN HOT SHOTS BERLIN　ベルリンアジア映画祭『正式招待』
- Japan Film Festival Los Angels『正式招待』
- Biz-R AWARD 2nd Stage『続きが見たい!賞』

『わかれもの』（2011年）（主演：高山かな、池田優菜）
- 笹塚国際映画祭2012『準グランプリ』
- 東葛映画祭2012『入選』
- 那須ショートフィルムフェスティバル『入選』
- 古湯映画祭『入選』
- SSFF&A2011 『NEO部門上映』

『えんがわ』（2012年）（主演：大澤まどか、神木優）
- 仙台ショートピース！短篇映画祭『新しい才能部門』
- 台湾高雄国際映画祭2012『入選』
- プエルトリコ映画祭2012『入選』

『洗濯機は僕らを回す』配信動画（2014年）（主演：ひもの屋かれい、仁後亜由美）
- 第17回長岡インディーズムービーコンペティション 『グランプリ受賞』
- いばらきショートフィルム大賞『奨励賞』
- したまちコメディ映画祭2014『入選』
- 西東京市民映画祭2014『入選』
- 大塚フィルムフェスティバル2014『入選』
- 調布映画祭2014『入選』

『結婚騒選挙』配信動画（2016年）（主演：土井克馬、大竹佳那）
- 第4回八王子ショートフィルム映画祭『入選』
- 第4回栃木蔵の街かどアワード『入選』
- 第10回したまちコメディ映画祭『入選』
- 第11回小田原映画祭ショートフィルムコンテスト『入選』

### 演劇
- 森下仁丹プレゼンツ第三水曜即興舞台2020「こんなはずじゃなかった。」優勝[26]
- 森下仁丹プレゼンツ第三水曜即興舞台2021「こんなはずじゃなかった。」準優勝[27]
- 森下仁丹プレゼンツ第三水曜即興舞台2022「こんなはずじゃなかった。」準優勝[28]
- 森下仁丹プレゼンツ第三水曜即興舞台2023「こんなはずじゃなかった。」準優勝[29]

### その他
- ショートショート『No!』（2006年）　　
  - EzアワードⅣ　入選
- ドキュメンタリー映像詩『Another Voice』[30]（2006年）
  - 前橋文学館賞　萩原朔太郎賞　グランプリ
- ショートショート『11がつのサンタクロース』（2007年）
  - Panasonic AVCVCAM Award審査員特別枠　最優秀賞
- ショートショート『Happy Wedding!』（2008年）
  - コーレルクリエイティブデザインコンペティションビデオ編集ドラマ部門 　特別賞

### ビジネスコンテスト
- ICTビジネスモデル発見＆発表会「中小企業庁長官賞」（2017年）[31]
- 第6回としま情熱基金「優秀賞」（2021年）[32]
- Matching HUB Business Idea & Plan competition(M-BIP)  2022「三谷産業省」「Team Energy賞」（2022年）[33]
- みんなの夢AWARD15「準グランプリ」（2025年）[34]